# Sweet Girl
Sweet Girl은 대한민국의 음악 그룹 B1A4의 6번째 미니앨범으로, 2015년 8월 10일에 발매되었다전에 발매된 앨범인 5번째 미니앨범 SOLO DAY를 발매한 후 본 앨범을 발매하기까지 약 1년 1개월간의 긴 공백기를 가졌다. 또 이전 앨범 SOLO DAY와 같이 전곡이 멤버들의 자작곡으로 구성되어 있다. 타이틀곡은 앨범과 동명의 곡인 1번 트랙의 "Sweet Girl"이다.

## 발매 과정
6월 30일, B1A4의 8월 초 컴백 소식으로 수많은 아이돌 컴백 대전에 합류한다는 것이 기사화됐다. 7월 27일 자정, 공식 홈페이지에 멤버 개인별 티저 이미지와 단체 티저 이미지를 순차적으로 공개했다. 단체 이미지 티저는 이번 앨범 로고의 상징적 의미인 소년, 나비, 꽃 별로 나누어 공개했다. 산들과 공찬은 자신의 개인 티저 이미지에서 이번 앨범의 트레이드 마크인 나비와 꽃을 각자 소품으로 사용했다. 7월 29일 자정, 공식 홈페이지와 공식 SNS에 트랙리스트를 공개하였다. 전곡 5곡 중 타이틀곡을 포함한 4곡 "Sweet Girl", "You Are a Girl I Am a Boy", "10년 후", "Wait"은 진영의 자작곡이며, 나머지 한 곡 "Love is Magic"은 신우의 자작곡이다. 8월 1일 자정, 네이버 스타 레알 라이브 앱 V에서 진행한 〈BANA 4주년 기념 생방송〉을 통해 앨범 미리듣기 영상을 미리 공개했으며, 추후 유튜브 공식 계정에 미리듣기 영상을 게재하였다.
음원과 음반 발매 전, 8월 6일 서울 강남역 M스테이지에서 게릴라 콘서트를 개최해 타이틀곡 "Sweet Girl"과 "You Are a Girl I Am a Boy", "10년 후"의 무대를 가져 선공개했다. 또 8월 7일 KBS 2TV 뮤직뱅크를 시작으로 음악방송에서 "Sweet Girl"의 무대를 가졌다. 8월 10일 자정, 음반·음원을 동시 발매했다. 타이틀곡 "Sweet Girl"은 여러 음원사이트 차트에서 1위로 진입했으며, 나머지 수록곡들 또한 모두 차트의 상위권에 진입했다.

## 트랙리스트
| #            | 제목                          | 작사         | 작곡             | 재생 시간 |
| ------------ | ----------------------------- | ------------ | ---------------- | --------- |
| 1.           | 〈Sweet Girl〉                | 진영, 바로   | 진영, ZigZagNote | 4:09      |
| 2.           | 〈You Are a Girl I Am a Boy〉 | 진영, 바로   | 진영             | 3:31      |
| 3.           | 〈10년 후〉                   | 진영, 바로   | 진영             | 3:28      |
| 4.           | 〈Wait〉                      | 진영, 바로   | 진영, ZigZagNote | 4:23      |
| 5.           | 〈Love is Magic〉             | 신우, 바로   | 신우, ZigZagNote | 4:02      |
| 총 재생 시간 | 총 재생 시간                  | 총 재생 시간 | 총 재생 시간     | 19:33     |

## 출연

### 음악방송
| 2015년    | 2015년    | 2015년       | 2015년                                                 | 2015년            |
| 방영 일자 | 방송사    | 프로그램     | 무대                                                   | 각주              |
| --------- | --------- | ------------ | ------------------------------------------------------ | ----------------- |
| 8월       |           |              |                                                        |                   |
| 8월 7일   | KBS 2TV   | 뮤직뱅크     | 대기실 인터뷰, 10년 후, Sweet Girl                     | [ 7 ] [ 8 ] [ 9 ] |
| 8월 8일   | MBC       | 쇼! 음악중심 | You Are a Girl I Am a Boy, Sweet Girl (산들 스페셜 MC) | [ 10 ] [ 11 ]     |
| 8월 9일   | SBS       | SBS 인기가요 | Sweet Girl                                             | [ 12 ]            |
| 8월 12일  | MBC MUSIC | 쇼 챔피언    | 인터뷰, Sweet Girl, 10년 후                            |                   |
| 8월 14일  | KBS 2TV   | 뮤직뱅크     | Sweet Girl                                             | [ 13 ] [ 14 ]     |
| 8월 15일  | MBC       | 쇼! 음악중심 | Sweet Girl                                             | [ 15 ]            |
| 8월 16일  | SBS       | SBS 인기가요 | Sweet Girl                                             |                   |

### 예능 프로그램
| 2015년            | 2015년  | 2015년                        | 2015년           | 2015년                                                       |
| 방영 일자         | 방송사  | 프로그램                      | 출연 멤버        | 비고                                                         |
| ----------------- | ------- | ----------------------------- | ---------------- | ------------------------------------------------------------ |
| 8월               |         |                               |                  |                                                              |
| 8월 1일 ~ 8월 8일 | SBS     | 놀라운 대회 스타킹            | 바로, 공찬       |                                                              |
| 8월 7일           | MBC     | 세바퀴                        | 바로             |                                                              |
| 8월 10일          | KBS 2TV | 위기탈출 넘버원               | 바로             | 위기탈출 넘버원 3번째 출연                                   |
| 8월 10일          | KBS 2TV | 대국민 토크쇼 안녕하세요      | 진영, 산들, 공찬 | 대국민 토크쇼 안녕하세요 4번째 출연, 배우 공승연과 함께 출연 |
| 8월 12일          | KBS 2TV | 뮤비뱅크 스타더스트           | 전원             | 뮤비뱅크 스타더스트 2번째 출연                               |
| 8월 20일          | KBS 2TV | 해피투게더                    | 산들, 공찬       | 해피투게더 2번째 출연                                        |
| 8월 23일          | KBS 2TV | 글로벌 리퀘스트 쇼 - 어송포유 | 전원             | 글로벌 리퀘스트 쇼 - 어송포유 2번째 출연                     |

### 라디오
| 2015년    | 2015년     | 2015년                      | 2015년                                                           | 2015년 |
| 출연 일자 | 방송사     | 프로그램                    | 선곡/라이브                                                      |        |
| --------- | ---------- | --------------------------- | ---------------------------------------------------------------- | ------ |
| 8월       |            |                             |                                                                  |        |
| 8월 12일  | KBS 쿨FM   | 슈퍼주니어의 키스 더 라디오 | Sweet Girl, 10년 후, 이게 무슨 일이야                            |        |
| 8월 17일  | SBS 파워FM | 이국주의 영스트리트         | Sweet Girl, Wait, Love is Magic                                  |        |
| 8월 18일  | MBC 표준FM | 정준영의 심심타파           | Sweet Girl,                                                      |        |
| 8월 18일  | SBS 파워FM | 두시의 데이트박경림입니다   | Sweet Girl, 10년 후                                              |        |
| 8월 20일  | SBS 파워FM | 김창렬의 올드 스쿨          | Sweet Girl, You Are a Girl I Am a Boy, 10년 후                   |        |
| 8월 21일  | MBC 표준FM | 허경환의 별이 빛나는 밤에   | Sweet Girl, You Are a Girl I Am a Boy, Lonely (없구나), SOLO DAY |        |
| 8월 28일  | SBS 파워FM | 박소현의 러브게임           | Sweet Girl                                                       |        |